# Empire State Building Run-Up
Das Empire State Building Run-Up ist das bekannteste Treppenlauf-Wettrennen weltweit. Es findet seit 1978 jährlich im Empire State Building in New York City statt.
Zu bewältigen sind 1576 Treppenstufen und 320 Höhenmeter (1050 Fuß). Das Ziel ist auf der Aussichtsplattform im 86. Stockwerk. Eine Teilnahme ist nur auf Einladung des Veranstalters New York Road Runners (NYRR) möglich. Der älteste Finisher war bislang der Italiener Chico Scimone, der 93-jährig bei seiner 18. Teilnahme 2005 49 Minuten und 19 Sekunden benötigte.
Im Rahmen der COVID-19-Pandemie fiel das Rennen 2020 erstmals aus.

## Statistik

### Streckenrekorde
- Männer: 9:33 min, Geoff Case (AUS), 1992 (verkürzte Strecke!); Paul Crake (AUS), 2003 (Originallänge)
- Frauen: 11:23 min, Andrea Mayr (AUT), 2006

### Siegerliste

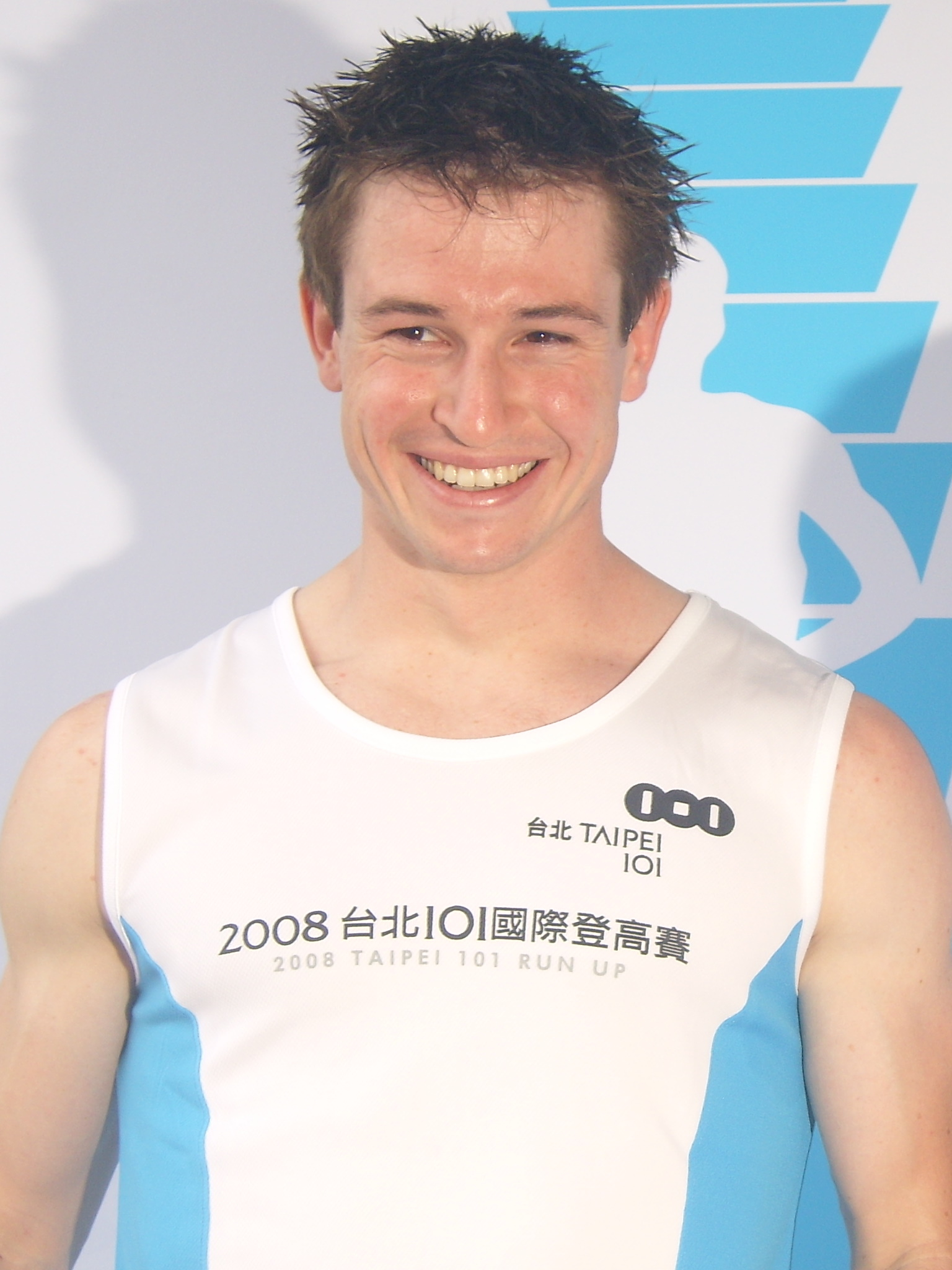
Siebenfacher Sieger des Laufes: Der Deutsche Thomas Dold

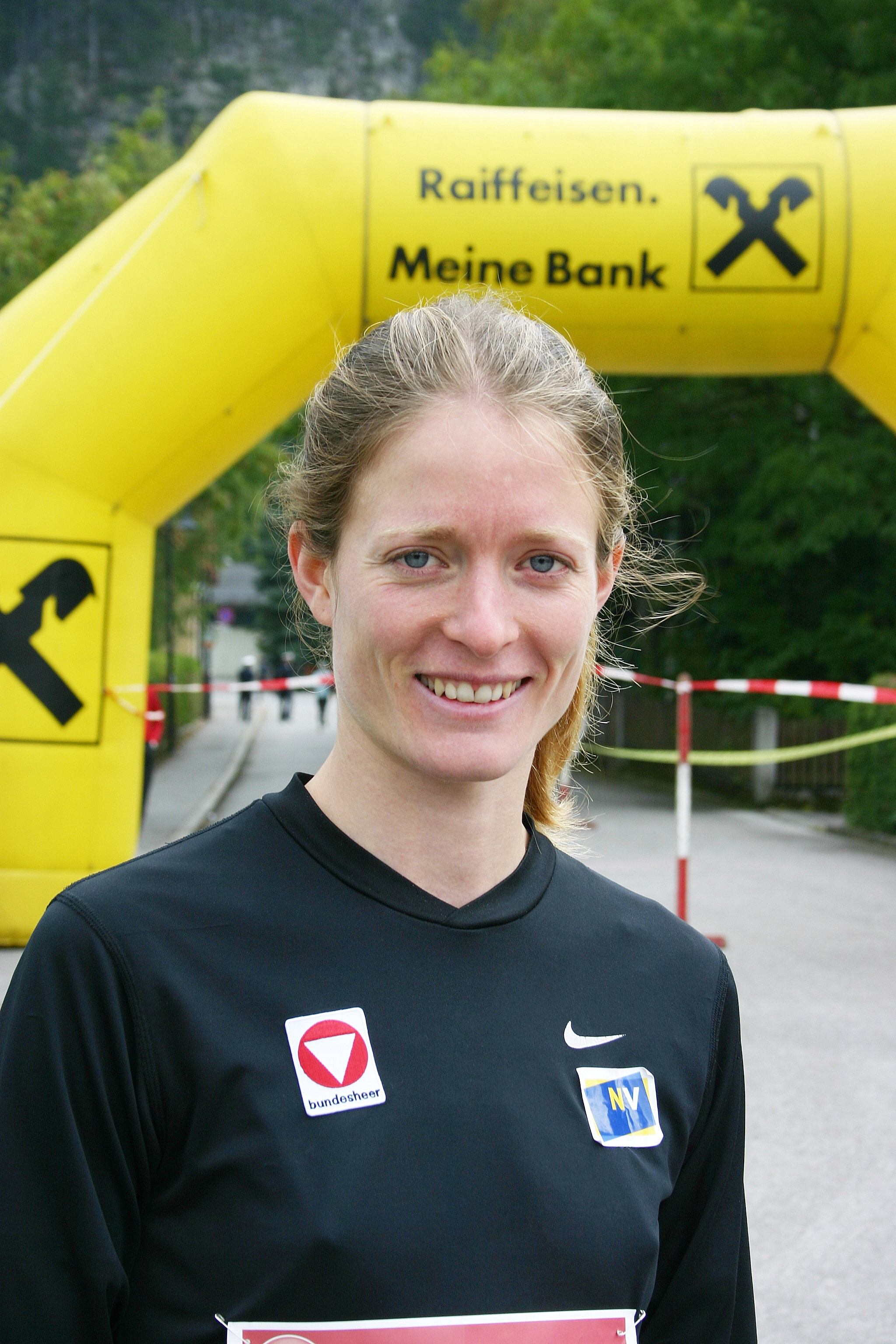
Dreifache Siegerin und Rekordhalterin (seit 2006): Die Österreicherin Andrea Mayr

Quellen: Website des Empire State Buildings, NYRR, Towerrunning, NYCRUNS
| Datum         | Männer                                       | Nation                                       | Zeit                                         | Frauen                                       | Nation                                       | Zeit                                         |
| ------------- | -------------------------------------------- | -------------------------------------------- | -------------------------------------------- | -------------------------------------------- | -------------------------------------------- | -------------------------------------------- |
| 9. Okt. 2024  | Ryoji Watanabe                               | Japan                                        | 10:34                                        | Monica Carl                                  | Deutschland                                  | 13:30                                        |
| 4. Okt. 2023  | Wai Ching Soh -3-                            | Malaysia                                     | 10:36                                        | Valentina Belotti                            | Italien                                      | 12:42                                        |
| 6. Okt. 2022  | Wai Ching Soh -2-                            | Malaysia                                     | 10:44                                        | Cindy Harris -2-                             | Vereinigte Staaten                           | 13:56                                        |
| 26. Okt. 2021 | Wai Ching Soh                                | Malaysia                                     | 10:46                                        | Cindy Harris                                 | Vereinigte Staaten                           | 14:01                                        |
| 2020          | Im Rahmen der COVID-19-Pandemie ausgefallen. | Im Rahmen der COVID-19-Pandemie ausgefallen. | Im Rahmen der COVID-19-Pandemie ausgefallen. | Im Rahmen der COVID-19-Pandemie ausgefallen. | Im Rahmen der COVID-19-Pandemie ausgefallen. | Im Rahmen der COVID-19-Pandemie ausgefallen. |
| 14. Mai 2019  | Piotr Łobodziński -2-                        | Polen                                        | 10:05                                        | Suzy Walsham -10-                            | Australien                                   | 12:18                                        |
| 7. Feb. 2018  | Frank Carreno                                | Kolumbien                                    | 10:50                                        | Suzy Walsham -9-                             | Australien                                   | 12:56                                        |
| 1. Feb. 2017  | Piotr Łobodziński                            | Polen                                        | 10:31                                        | Suzy Walsham -8-                             | Australien                                   | 12:11                                        |
| 3. Feb. 2016  | Darren Wilson                                | Australien                                   | 10:36                                        | Suzy Walsham -7-                             | Australien                                   | 12:19                                        |
| 5. Feb. 2015  | Christian Riedl                              | Deutschland                                  | 10:16                                        | Suzy Walsham -6-                             | Australien                                   | 12:30                                        |
| 5. Feb. 2014  | Thorbjørn Ludvigsen                          | Norwegen                                     | 10:06                                        | Suzy Walsham -5-                             | Australien                                   | 11:57                                        |
| 6. Feb. 2013  | Mark Bourne                                  | Australien                                   | 10:12                                        | Suzy Walsham -4-                             | Australien                                   | 12:05                                        |
| 8. Feb. 2012  | Thomas Dold -7-                              | Deutschland                                  | 10:28                                        | Melissa Moon -2-                             | Neuseeland                                   | 12:39                                        |
| 1. Feb. 2011  | Thomas Dold -6-                              | Deutschland                                  | 10:10                                        | Alice McNamara                               | Australien                                   | 13:03                                        |
| 2. Feb. 2010  | Thomas Dold -5-                              | Deutschland                                  | 10:16                                        | Melissa Moon                                 | Neuseeland                                   | 13:13                                        |
| 3. Feb. 2009  | Thomas Dold -4-                              | Deutschland                                  | 10:07                                        | Suzy Walsham -3-                             | Australien                                   | 13:27                                        |
| 5. Feb. 2008  | Thomas Dold -3-                              | Deutschland                                  | 10:08                                        | Suzy Walsham -2-                             | Australien                                   | 12:44                                        |
| 6. Feb. 2007  | Thomas Dold -2-                              | Deutschland                                  | 10:25                                        | Suzy Walsham                                 | Australien                                   | 13:12                                        |
| 7. Feb. 2006  | Thomas Dold                                  | Deutschland                                  | 10:19                                        | Andrea Mayr -3-                              | Österreich                                   | 11:23                                        |
| 1. Feb. 2005  | Rudolf Reitberger -2-                        | Österreich                                   | 10:24                                        | Andrea Mayr -2-                              | Österreich                                   | 11:51                                        |
| 3. Feb. 2004  | Rudolf Reitberger                            | Österreich                                   | 10:37                                        | Andrea Mayr                                  | Österreich                                   | 12:08                                        |
| 4. Feb. 2003  | Paul Crake -5-                               | Australien                                   | 09:33                                        | Cindy Moll -4-                               | Vereinigte Staaten                           | 13:06                                        |
| 5. Feb. 2002  | Paul Crake -4-                               | Australien                                   | 09:40                                        | Kerstin Harbich                              | Deutschland                                  | 12:46                                        |
| 7. Feb. 2001  | Paul Crake -3-                               | Australien                                   | 09:37                                        | Cindy Moll -3-                               | Vereinigte Staaten                           | 12:45                                        |
| 23. Feb. 2000 | Paul Crake -2-                               | Australien                                   | 09:53                                        | Cindy Moll -2-                               | Vereinigte Staaten                           | 12:51                                        |
| 25. Feb. 1999 | Paul Crake                                   | Australien                                   | 10:15                                        | Angela Sheean                                | Australien                                   | 13:23                                        |
| 19. Feb. 1998 | Terry Purcell                                | Australien                                   | 10:49                                        | Cindy Moll                                   | Vereinigte Staaten                           | 14:17                                        |
| 20. Feb. 1997 | Kurt König -3-                               | Deutschland                                  | 10:22                                        | Belinda Soszyn -3-                           | Australien                                   | 12:32                                        |
| 22. Feb. 1996 | Kurt König -2-                               | Deutschland                                  | 10:44                                        | Belinda Soszyn -2-                           | Australien                                   | 12:19                                        |
| 16. Feb. 1995 | Kurt König                                   | Deutschland                                  | 10:39                                        | Michelle Blessing                            | Vereinigte Staaten                           | 13:03                                        |
| 17. Feb. 1994 | Darrin Eisman                                | Vereinigte Staaten                           | 09:37                                        | Belinda Soszyn                               | Australien                                   | 11:36                                        |
| 16. Feb. 1993 | Geoff Case -3-                               | Australien                                   | 10:18                                        | Sue Case                                     | Australien                                   | 12:42                                        |
| 13. Feb. 1992 | Geoff Case -2-                               | Australien                                   | 09:33                                        | J’ne Day-Lucore                              | Vereinigte Staaten                           | 12:00                                        |
| 14. Feb. 1991 | Geoff Case                                   | Australien                                   | 10:13                                        | Corliss Spencer                              | Vereinigte Staaten                           | 11:32                                        |
| 13. Feb. 1990 | Scott Elliott                                | Vereinigte Staaten                           | 10:47                                        | Sue Malaxos -2-                              | Australien                                   | 12:27                                        |
| 9. Feb. 1989  | Robin Rishworth                              | Australien                                   | 11:09                                        | Sue Malaxos                                  | Australien                                   | 12:25                                        |
| 17. Feb. 1988 | Craig Logan                                  | Australien                                   | 11:29                                        | Janine Aiello -3-                            | Vereinigte Staaten                           | 13:43                                        |
| 12. Feb. 1987 | Al Waquie -5-                                | Vereinigte Staaten                           | 11:56                                        | Janet Wendle                                 | Vereinigte Staaten                           | 15:12                                        |
| 1986          | Al Waquie -4-                                | Vereinigte Staaten                           | 11:27                                        | Janine Aiello -2-                            | Vereinigte Staaten                           | 13:19                                        |
| 1985          | Al Waquie -3-                                | Vereinigte Staaten                           | 11:42                                        | Janine Aiello                                | Vereinigte Staaten                           | 13:14                                        |
| 1984          | Al Waquie -2-                                | Vereinigte Staaten                           | 11:29                                        | Isabelle Carmichael                          | Vereinigte Staaten                           | 13:32                                        |
| 1983          | Al Waquie                                    | Vereinigte Staaten                           | 11:37                                        | Burke Koncelik                               | Vereinigte Staaten                           | 13:40                                        |
| 1982          | Jim Ochse -2-                                | Vereinigte Staaten                           | 11:42                                        | Mary Beth Evans                              | Vereinigte Staaten                           | 13:34                                        |
| 1981          | Peter Squires                                | Vereinigte Staaten                           | 11:00                                        | Nina Kuscsik -3-                             | Vereinigte Staaten                           | 14:46                                        |
| 1980          | Jim Ochse                                    | Vereinigte Staaten                           | 12:20                                        | Nina Kuscsik -2-                             | Vereinigte Staaten                           | 14:55                                        |
| 1979          | Jim Rafferty                                 | Vereinigte Staaten                           | 12:20                                        | Nina Kuscsik                                 | Vereinigte Staaten                           | 15:04                                        |
| 1978          | Gary Muhrcke                                 | Vereinigte Staaten                           | 12:33                                        | Marcy Schwam                                 | Vereinigte Staaten                           | 16:04                                        |

Streckenrekord fett markiert
-n- n-tes wieder Siegen einer Person
Die meisten Siege des Wettbewerbs eines männlichen Athleten sind sieben, von Thomas Dold (Deutschland), alle nacheinander 2006 bis 2012.
Die meisten Siege des Empire Building State Run-Up einer Athletin sind 10, erreicht von Suzy Walsham (Australien) 2007 bis 2009 und 2013 bis 2019.
Walsham trat für Australien bei den Commonwealth Games 2006 über 800 m und 1.500 m an, bevor sie zum Treppenlauf wechselte. 2007 gewann sie den Empire Building State Run-Up auf Anhieb. Ihre persönliche Bestleistung für die Veranstaltung beträgt 12 Minuten und 5 Sekunden.

### Entwicklung der Finisherzahlen
| Jahr | Gesamt | davon Frauen |
| ---- | ------ | ------------ |
| 2011 | 440    | 136          |
| 2010 | 206    | 067          |
| 2009 | 210    | 061          |
| 2008 | 215    | 059          |
| 2007 | 202    | 057          |
| 2006 | 150    | 055          |
| 2005 | 136    | 040          |
| 2004 | 117    | 033          |
| 2003 | 106    | 028          |
| 2002 | 164    | 031          |
| 2001 | 154    | 038          |
| 2000 | 169    | 036          |
| 1999 | 181    | 037          |
| 1998 | 146    | 029          |
| 1997 | 135    | 032          |
| 1996 | 134    | 027          |
| 1995 | 123    | 024          |
| 1994 | 116    | 033          |
| 1993 | 122    | 026          |
| 1992 | 117    | 023          |
| 1991 | 129    | 032          |
| 1990 | 110    | 019          |
| 1989 | 095    | 018          |
| 1988 | 106    | 027          |
| 1987 | 088    | 018          |